# Letur
Letur község Spanyolországban, Albacete tartományban. Lakosainak száma 922 fő (2024).

## Földrajza
Letur Nerpio, Yeste, Elche de la Sierra, Férez, Socovos és Moratalla községekkel határos.

## Népesség
A település lakosságának változását az alábbi diagram mutatja:
| Lakosok száma | 1271 | 1229 | 1186 | 1122 | 1081 | 1018 | 973  | 919  | 909  | 922  |
|               | 2001 | 2004 | 2006 | 2009 | 2011 | 2014 | 2016 | 2019 | 2021 | 2024 |